# Neuilly-sur-Suize
Neuilly-sur-Suize är en kommun i departementet Haute-Marne i regionen Grand Est (tidigare regionen Champagne-Ardenne) i nordöstra Frankrike. Kommunen ligger i kantonen Chaumont-Sud som tillhör arrondissementet Chaumont. År 2022 hade Neuilly-sur-Suize 292 invånare.

## Befolkningsutveckling
Antalet invånare i kommunen Neuilly-sur-Suize
| Referens: INSEE |